# کمیل (فیلم ۱۹۳۶)
کَمیل (به انگلیسی: Camille) یک فیلم درام رمانتیک آمریکایی محصول سال ۱۹۳۶ میلادی به کارگردانی جرج کیوکر است.

## مشخصات فیلم
- کارگردان: جرج کیوکر
- فیلمنامه‌نویس: زو ایکینز، فرانسس ماریون و جیمز هیلتون
- آهنگساز: هربرت استوتهارت
- فیلمبردار: ویلیام اچ. دانیلز
- بازیگران: گرتا گاربو - رابرت تیلور - لیونل باریمور - الیزابت آلان و جسی رالف
- سیاه سفید - ۱۰۸ دقیقه
- محصول آمریکا و کمپانی مترو گلدوین مایر
- زمان نمایش: ۱ ژانویه ۱۹۳۷ در آمریکا

## خلاصه داستان
مارگریت با بازی گرتا گاربو، زن خیابان‌گردی است که در محافل اشرافی مورد توجه همه قرار می‌گیرد. جوانی به نام آرماند با بازی رابرت تیلور به او دل می‌بندد، اما بارونی ثروتمند سدی بر سر این ارتباط است و والدین آرماند هم رضایتی از نزدیکی این دو ندارند.
مارگریت به خاطر مصلحت آرماند از عشق خود در می‌گذرد و به زندگی توأم با رنج و حرمان خود تن می‌دهد. آرماند سرانجام به فداکاری او پی می‌برد و به دیدارش می‌رود، اما به دلیل مریضی مارگریت برای بازیابی خوشبختی دیر شده‌است... .

## توضیحات

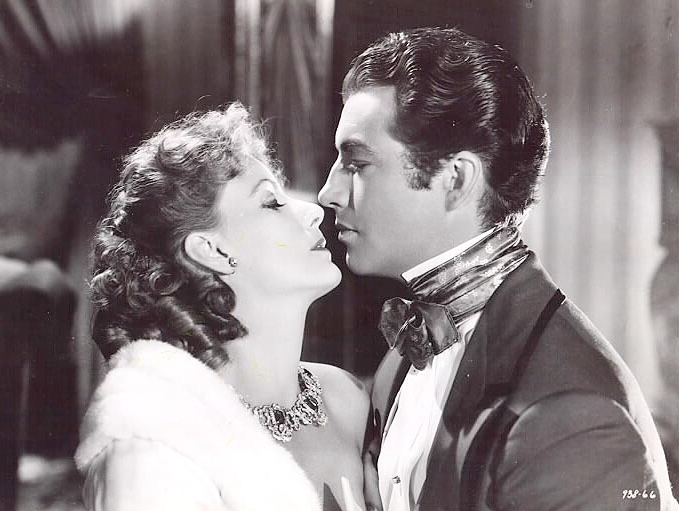
نمایی از فیلم کمیل

کمیل یک تراژدی تمام عیار و خوش ساخت است که در دههٔ ۳۰ هنگامیکه اکثر فیلم‌های هالیوودی پایانهایی خوش داشتند نگینی به‌غایت درخشان است. همه عوامل فیلم از کارگردان تا تک تک بازیگران عالی هستند و برای همین است که پس از گذشت دهه‌ها از ساخت فیلم همچنان کمیل عاشقانه‌ای بی بدیل است.
کمیل یک محصول زیبا، آراسته و خوش پرداخت از کمپانی مترو گلدوین مایر است و آخرین فیلمی است که اروینگ تالبرگ تهیه‌کنندهٔ کمپانی تهیه‌کنندگی کرد. مرگ نا به هنگام او باعث شد برنارد هایمن جانشین او شود.
این داستان عاشقانهٔ الکساندر دوما قبل از این نسخه سه بار (با همکاری کلارا کیمبل یانگ، تدا بارا و آلا نازیمووا در نقش مارگریت) به فیلم برگردانده شده بود ولی قطعاً هم کمیل جرج کیوکر بهترین کیل و به حق بهترین مارگریت خود گرتا گاربوی افسانه ایست. گرتا گاربو وقتی در فیلم مجبور می‌شود برای صلاح آرماند و به اصرار پدر آرماند با بازی لیونل باریمور با عشقش (آرماند) بر خلاف میل باطنیش بد رفتار کند واقعاً استثناییست.
خیلی‌ها بهترین بازی گاربو را در کمیل می‌دانند، گرچه انتخاب بهترین فیلم گاربو به خاطر تعدد بازی‌های خوبش بسیار دشوار است. صحنهٔ انتهایی فیلم هم که گاربو در آغوش رابرت تیلور جان می‌دهد تجلی حسی مملو از اشک است و بازی هر دوی آن‌ها بی‌نظیر است. لباس‌های سفید عالی گاربو (طراحی ایدریان) جلوهٔ فرشته سان او را کامل می‌کنند.
جرج کیوکر کارگردان فیلم، که در هدایت بازیگران زن فیلم‌هایش شهرت دارد به موفقیت بی اندازه گاربو کمک می‌کند. رابرت تیلور هم در اوج جوانی و زیبایی بسیار عالی بازی می‌کند که سکوی پرتاب او در سال‌های بعد است.

## جوایز
- نامزد دریافت جایزه اسکار بهترین بازیگر نقش اول زن برای گرتا گاربو
- برنده جایزه بهترین بازیگر زن از نظر منتقدان فیلم نیویورک در سال ۱۹۳۶ برای گرتا گاربو